# Gotham City (canção)
Gotham City é uma canção composta por José Carlos Capinam e Jards Macalé, gravada e lançada como single pela banda brasileira Os Brazões, em 1969, pela gravadora RGE. A canção foi defendida por Jards Macalé acompanhado pelo conjunto no IV Festival Internacional da Canção.

## Faixas
| Lado A |               |                                    |         |  |
| N.º    | Título        | Compositor(es)                     | Duração |  |
| 1.     | "Gotham City" | José Carlos Capinam / Jards Macalé | 2:52    |  |

| Lado B         |                |                |         |  |
| N.º            | Título         | Compositor(es) | Duração |  |
| 1.             | "Feitiço"      | Tom Zé         | 3:08    |  |
| Duração total: | Duração total: | Duração total: | 6:00    |  |

## Versão do Camisa de Vênus
Gotham City foi gravada nos Estúdios SIGLA e Estúdios Intersom, ambos em São Paulo, pela banda brasileira Camisa de Vênus como parte do seu segundo disco, Batalhões de Estranhos, e lançada pela gravadora RGE, em julho de 1985. A canção é uma previsão sobre o futuro das metrópoles e a versão foi muito elogiada pela crítica, com esta enxergando ecos de Velvet Underground e Lou Reed.